# Ана Белен
Ана Белен (ісп. María del Pilar Cuesta Acosta; 27 травня, 1951, Мадрид, Іспанія) — іспанська акторка театру і кіно та співачка.

## Вибіркова фільмографія
- Іспанки в Парижі (1971)
- Турецька пристрасть (1994)
- Анархістки (1996)
- Досконала казка (2023)